# والتر بوسنر
والتر بوسنر (بالألمانية: Walter Posner)‏ هو لاعب كرة قدم ألماني في مركز الدفاع، ولد في 22 فبراير 1953. لعب مع باير 04 ليفركوزن وبوروسيا مونشنغلادباخ.

## وصلات خارجية
- والتر بوسنر على موقع قاعدة بيانات كرة القدم.إي يو (الإنجليزية)
- والتر بوسنر على موقع بيانات كرة القدم. دي إي (الألمانية)
- والتر بوسنر على موقع عالم كرة القدم.نت (الإنجليزية)